# Grenay (Pas-de-Calais)
Grenay település Franciaországban, Pas-de-Calais megyében. Lakosainak száma 6674 fő (2022. január 1.). Grenay Mazingarbe, Liévin, Loos-en-Gohelle és Bully-les-Mines községekkel határos.

## Népesség
A település népességének változása:
| Lakosok száma | 6899 | 6914 | 6946 | 6932 | 6851 | 6799 | 6748 | 6704 | 6674 |
|               | 2013 | 2015 | 2016 | 2017 | 2018 | 2019 | 2020 | 2021 | 2022 |